# Исламская Республика Афганистан
Исла́мская Респу́блика Афганиста́н (дари جمهوری اسلامی افغانستان [Джумхурии Исломии Афгонистон], пушту د افغانستان اسلامي جمهوریت‎ [Да Афганистан Ислами Джомхорият]) — государство, существовавшее с 26 января 2004 года по 15 августа 2021 года. Население (оценка 2019) — 32,226 млн человек, территория — 652 864 км².
Столица — Кабул. Государственные языки — дари и пушту.
Унитарная президентская республика. 29 сентября 2014 года пост президента занял Ашраф Гани Ахмадзай, подавший в отставку 15 августа 2021 года. 17 августа обязанности главы государства взял на себя вице-президент Амрулла Салех.
Граничила с Ираном на западе, Пакистаном — на юге и востоке, Туркменистаном, Узбекистаном и Таджикистаном — на севере, КНР — в самой восточной части страны, с Индией (точнее, оспариваемой Индией, КНР и Пакистаном территорией Кашмир) на востоке.
К 15 августа 2021 года исламское движение «Талибан» взяло бо́льшую часть Афганистана под контроль, включая Кабул, фактически ликвидировав Исламскую Республику Афганистан.

## История
После падения режима талибов была провозглашена Исламская Республика Афганистан. В декабре 2001 года на Боннской конференции афганских политических деятелей Хамид Карзай был поставлен во главе переходной администрации Афганистана. В июне 2002 года Лойя-джирга (Высший совет, в который входят лидеры всех народов, племён и группировок Афганистана) избрала его временным президентом страны. В 2004 году была принята новая Конституция и проведены первые президентские выборы, на которых победил Хамид Карзай.
20 августа 2009 года в стране прошли очередные президентские выборы, победу на которых вновь одержал Хамид Карзай.
Главой страны в 2014 году стал Ашраф Гани.
Несмотря на это, в стране по-прежнему продолжалась гражданская война, но уже с участием Международных сил содействия безопасности в Афганистане (ISAF).
Согласно данным Thomson Reuters Foundation, опубликовавшего в январе 2019 года рейтинг самых опасных для женщин стран мира, Афганистан занимает вторую позицию в списке государств с наибольшим количеством рисков для женщины в плане здравоохранения, доступа к экономическим ресурсам, обычной жизни, сексуального насилия, торговли людьми.

#### Начало гражданской войны
Начиная с 1 мая 2021 года, в связи с объявлением об окончательном уходе американских войск из страны, боевиками террористической организации «Талибан» начата активная наступательная операция против правительственных сил Афганистана. Правительство Афганистана начало стремительно терять контроль над территорией страны. На начало августа афганские талибы захватили и удерживали 200 районных центров из 417, а к середине августа уже бо́льшую часть территорий Афганистана, включая 2/3 столиц провинций.
15 августа 2021 года «Талибан» объявил о полном захвате территории Афганистана. Президент Афганистана Ашраф Гани согласился уйти в отставку и бежал из страны.
17 августа вице-президент Афганистана Амрулла Салех заявил, что находится в стране, объявил себя и. о. президента Афганистана и пообещал продолжить сопротивление Талибану. Единственной провинцией в Афганистане, не занятой Талибами, остается Панджшер, куда стягиваются отряды ополченцев и подразделения бывшей афганской армии.

### Дипломатические представительства
Представитель Афганистана при ООН назначается властями ИРА по состоянию на февраль 2022 года. Также под флагом ИРА работают посольства Афганистана во всех странах мира, кроме России, признавшей власть «Талибана» 3 июля 2025 года.

## Государственные символы

### Флаг
Этот флаг был принят в 2004 году. Изображение флага представляет собой вертикальный чёрно-красно-зелёный триколор, в центре которого (посредине красной полосы) изображена государственная эмблема Афганистана. Чёрный цвет символизирует историческое прошлое — борьбу с британскими колонизаторами, красный — кровь, пролитую за свободу, зелёный — традиционный цвет ислама. Пропорции флага — 7:10.

### Герб
Герб (Национальная эмблема) Афганистана существует с момента образования государства. Изображение герба представляет собой мечеть с минбаром, обрамлённую колосьями. К мечети приставлены два флага Афганистана. Сверху изображена освещённая лучами солнца Шахада — исламский символ веры, под которым размещён такбир (надпись «Аллах велик»). Под мечетью — дата 1298 год, что по исламскому календарю соответствует 1919 году, когда страна обрела независимость. Герб также изображается на флаге Афганистана.

### Гимн
Этот гимн был принят в мае 2006 года. Слова гимна исполняются на языке пушту и содержат в себе такбир (слова «Аллах велик»), а также перечисление всех народов, населяющих Афганистан.

## Государственно-политическое устройство

### Государственный строй
Согласно Конституции 2004 года, Афганистан являлся исламской республикой с президентской формой правления.

#### Глава государства

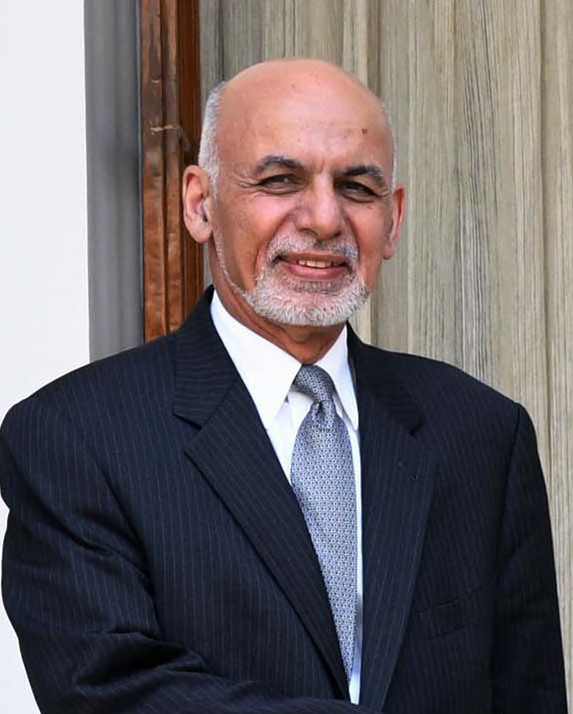
Президент Ашраф Гани

Президент являлся Верховным главнокомандующим Вооружёнными силами страны, формировал правительство, избирается (не более двух сроков подряд) на четыре года всеобщим тайным голосованием. В 2009 году, в условиях иностранной оккупации, президентом Афганистана был избран Хамид Карзай. В сентябре 2014 президентом Афганистана избран Ашраф Гани Ахмадзай. Он был переизбран на выборах 2018 года.

#### Исполнительная власть
Главой Правительства являлся Президент, назначавший с одобрения Парламента членов кабинета. В ведении Правительства — бюджет, законопроекты, нормативы, инструкции и т. д. В составе правительства находились 27 человек.

#### Законодательная власть

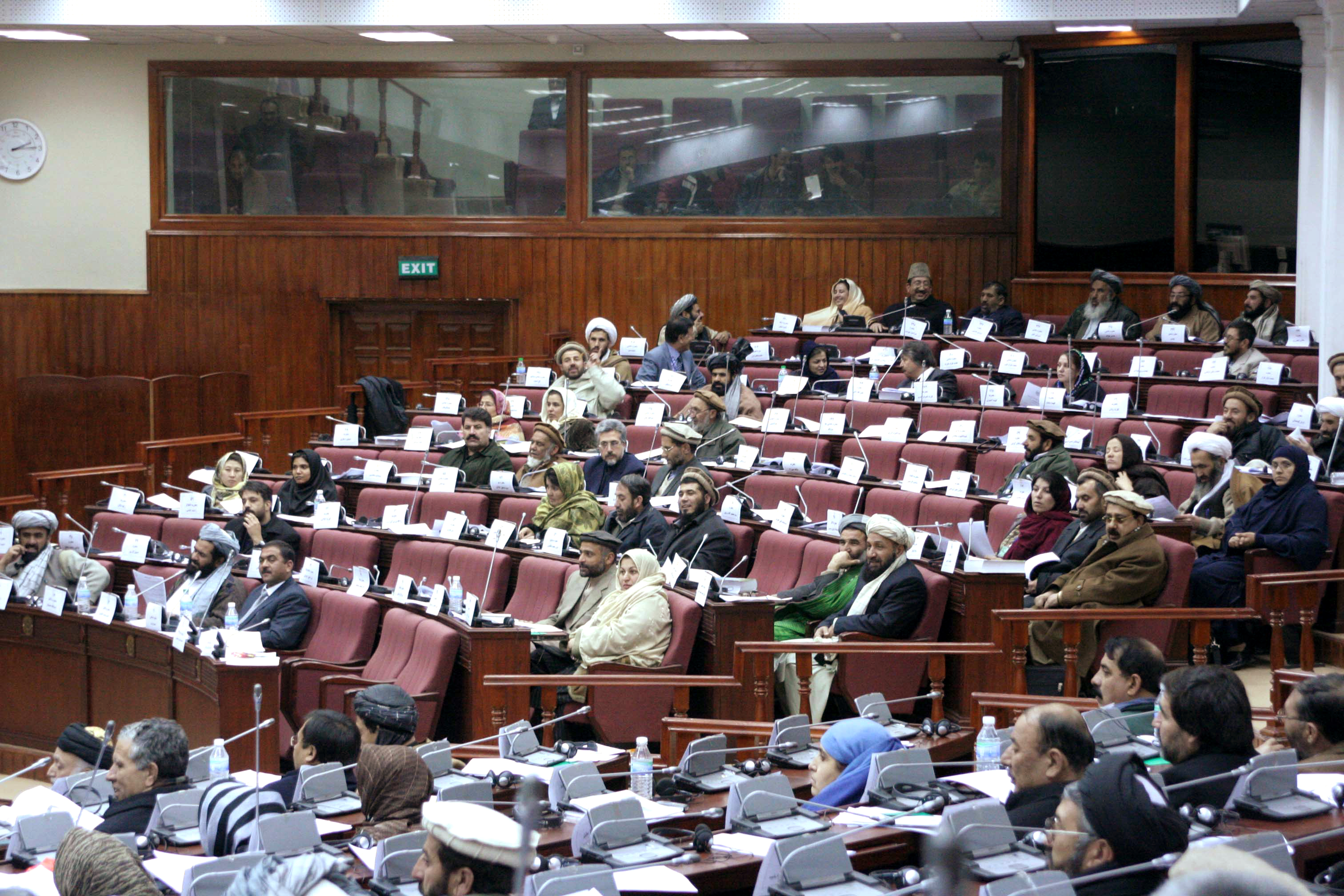
Парламент Афганистана в 2006 году

Высшим органом законодательной власти являлся Парламент (в Афганистане он называется Маджлес-е мелли, состоявший из верхней (Мишрану джирга) и нижней (Волеси джирга) палат. Верхняя палата состояла из 249 депутатов, избираемых путём прямых всеобщих и тайных выборов на четырёхлетний срок.

#### Судебная система
В Афганистане судебная система являлась независимой ветвью государственной власти. В настоящее время, в рамках выполнения Боннских соглашений 2001 года, Афганистан временно вернулся к судебной системе 1964 года, в которой традиционное шариатское право сочетается с элементами европейских правовых систем. Несмотря на то, что в ней нет чётких указаний относительно роли шариата, в ней отмечено, что законы не должны противоречить основным принципам ислама.

#### Лойя Джирга (Высший совет)
В структуре высших органов государственного управления есть также традиционный орган представительной власти — Лойя-джирга («Великое собрание», «Высший совет»), в состав которого входят члены обеих палат парламента и председатели провинциальных и окружных советов.

### Правоохранительные органы

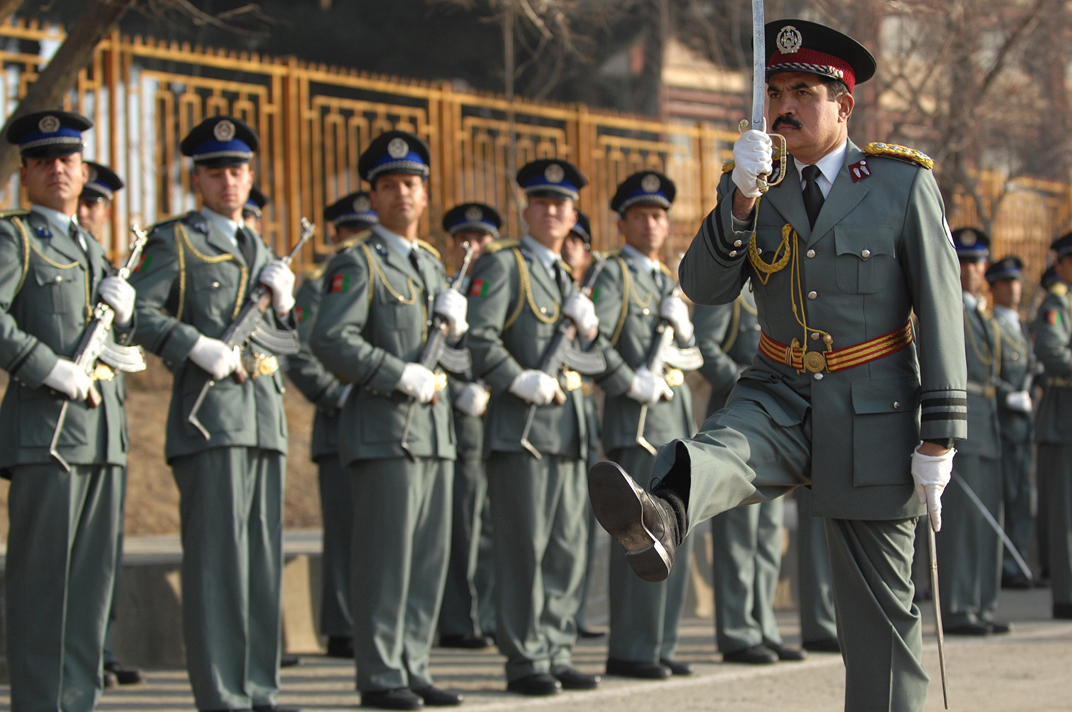
Полицейские подразделения на параде

Органы правопорядка представлены Афганской Национальной Полицией, в 2010 году насчитывавшей около 90 000 человек.
Вследствие продолжающейся гражданской войны полицейские функции выполняют армейские подразделения. Коррупция и неграмотность среди сотрудников остаются на высоком уровне. Полицейские подразделения готовятся инструкторами из стран НАТО.

### Внутренняя и внешняя политика

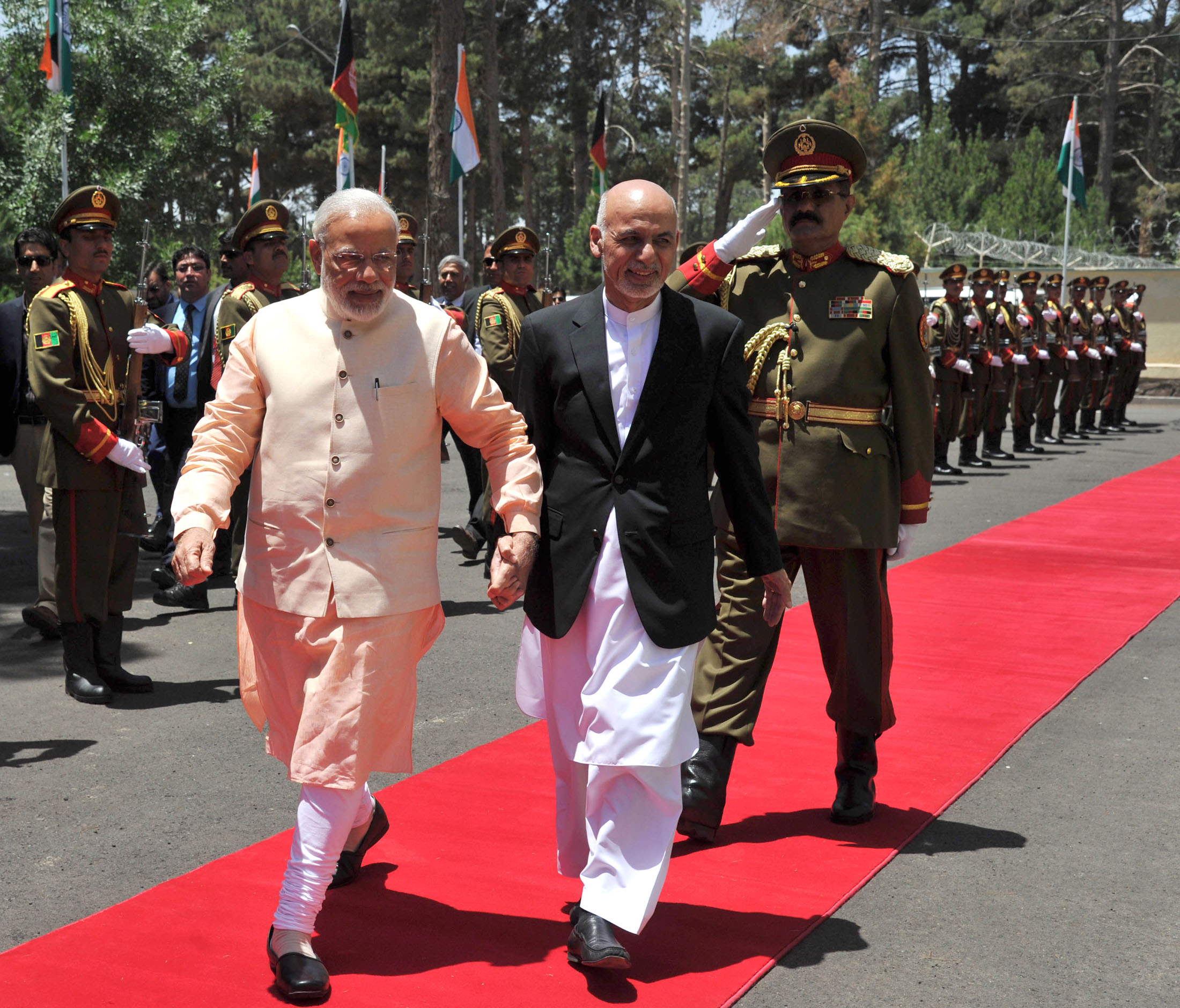
Президент Афганистана Ашраф Гани и премьер-министр Индии Нарендра Моди

В конце 2001 года Совет Безопасности Организации Объединённых Наций санкционировал создание Международных сил содействия безопасности (ИСАФ). Это подразделения в составе войск НАТО, которые участвуют в оказании помощи правительству президента Хамида Карзая, а также восстановлению ключевой инфраструктуры в стране. В 2005 году США и Афганистан подписали стратегическое соглашение о партнёрстве обоих государств и долгосрочным отношениям. В то же время, несколько миллиардов долларов были предоставлены со стороны международного сообщества для восстановления страны.

## Административное деление

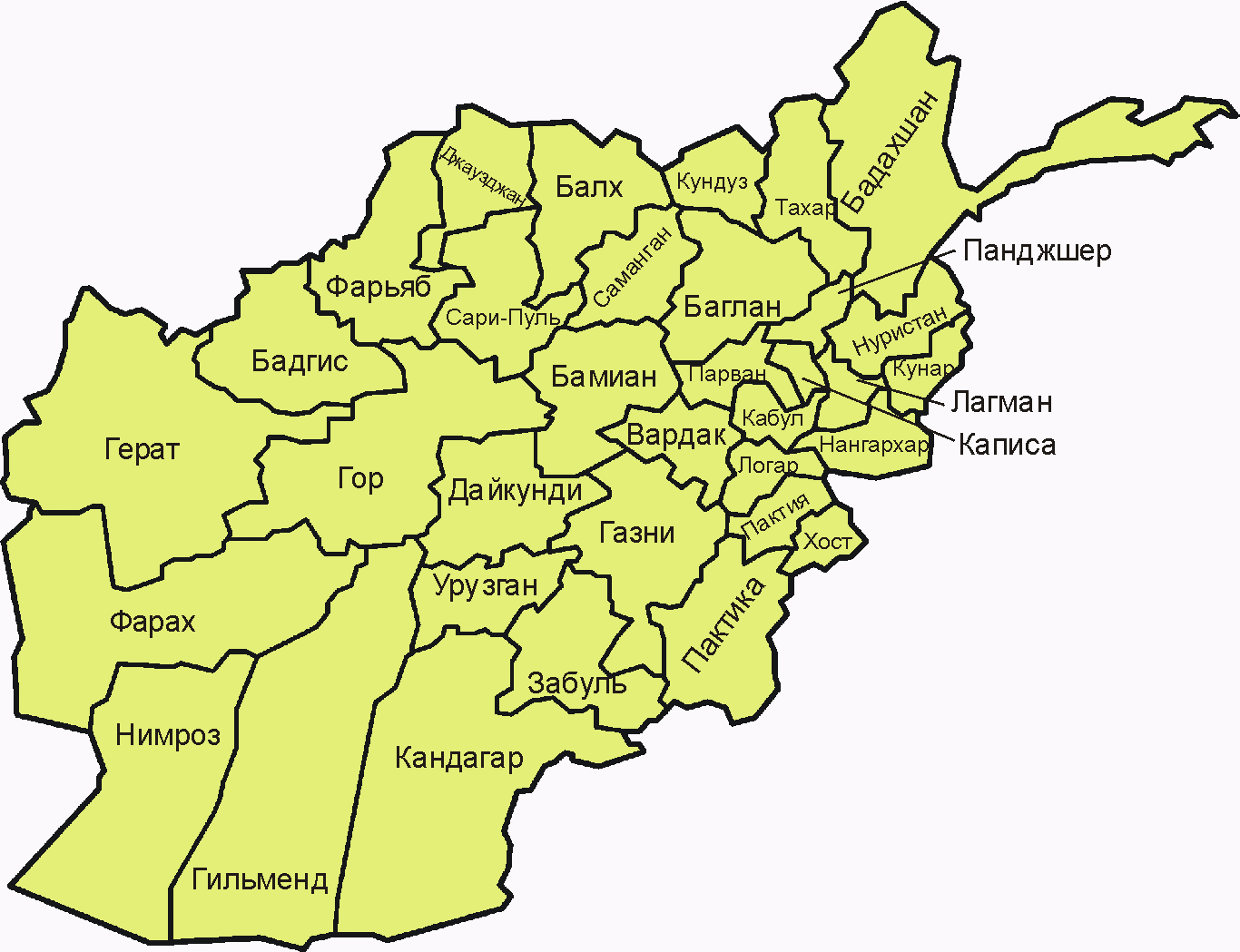
Карта административного деления Афганистана

Афганистан является унитарным государством и административно делится на 34 провинции (вилаят, velāyat), которые, в свою очередь, делятся на районы.

## Вооружённые силы
Вооружённые силы Исламской Республики Афганистан были фактически созданы заново при помощи инструкторов США и НАТО. По состоянию на январь 2010 года, численность вооружённых сил составляла 108 000 человек.
Вооружённые силы Исламской Республики Афганистан подразделяются на Афганскую национальную армию (АНА) и Военно-воздушные силы Афганистана (ранее — Национальный воздушный корпус Афганской национальной армии). Организационно ВС ИРА состоят из корпусов, подразделяющихся на бригады и батальоны. Также, в состав ВС ИРА входит Корпус коммандос.
Состоящая на вооружении ВС ИРА тяжёлая техника, в основном, производства СССР, доставшаяся в наследство от ВС ДРА: БМП-1, БТР-60, БТР-80, танки Т-55, Т-62, а также США: боевые машины пехоты M-113 и Humvee.
Военно-воздушные силы Афганистана представлены Национальным воздушным корпусом Афганистана. На вооружении состоят, в основном, вертолёты советского производства: Ми-8, Ми-17, Ми-24, а также чехословацкие учебные самолёты L-39.

Галерея
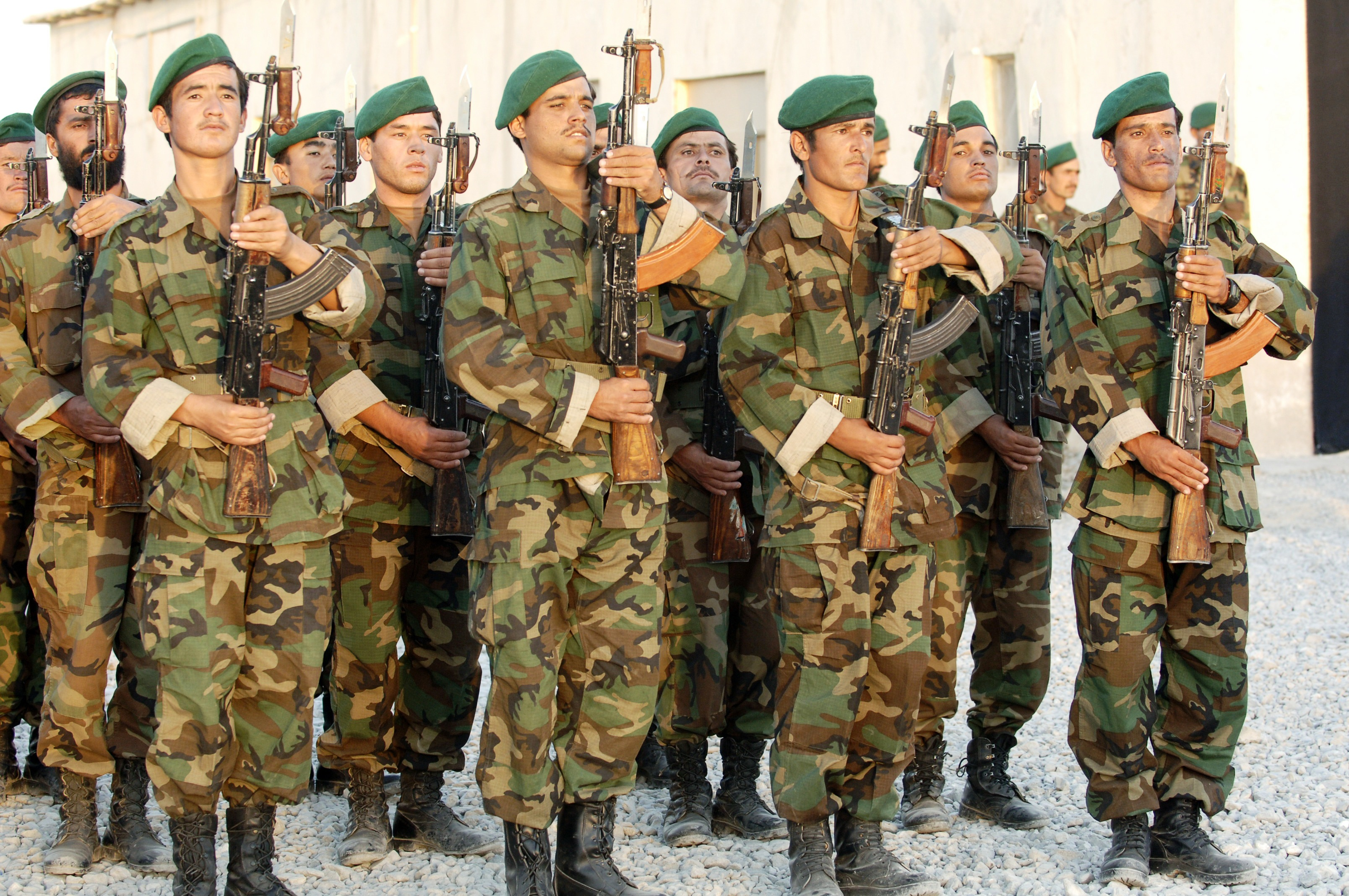
Солдаты Афганской национальной армии в 2005 году
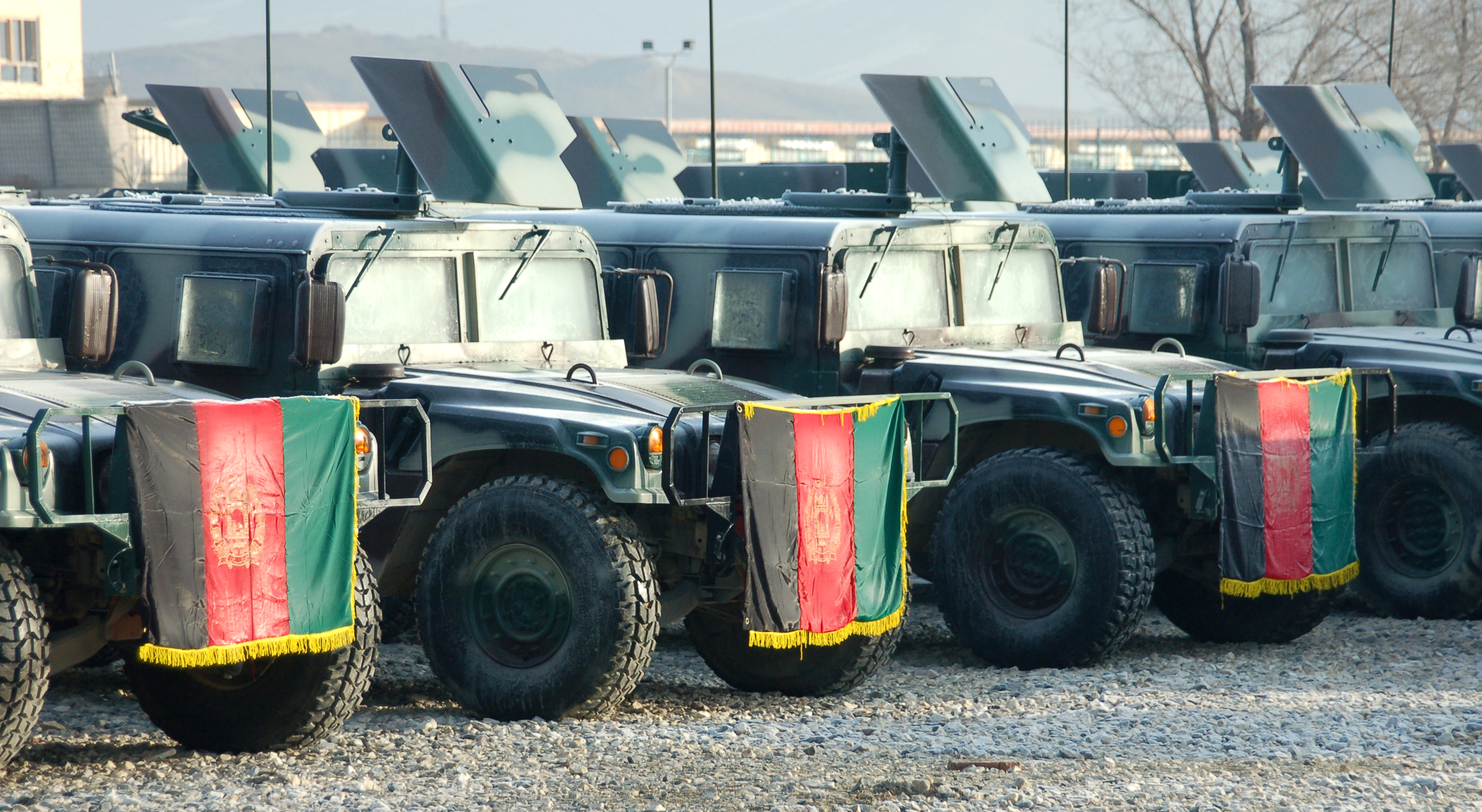
Humvee
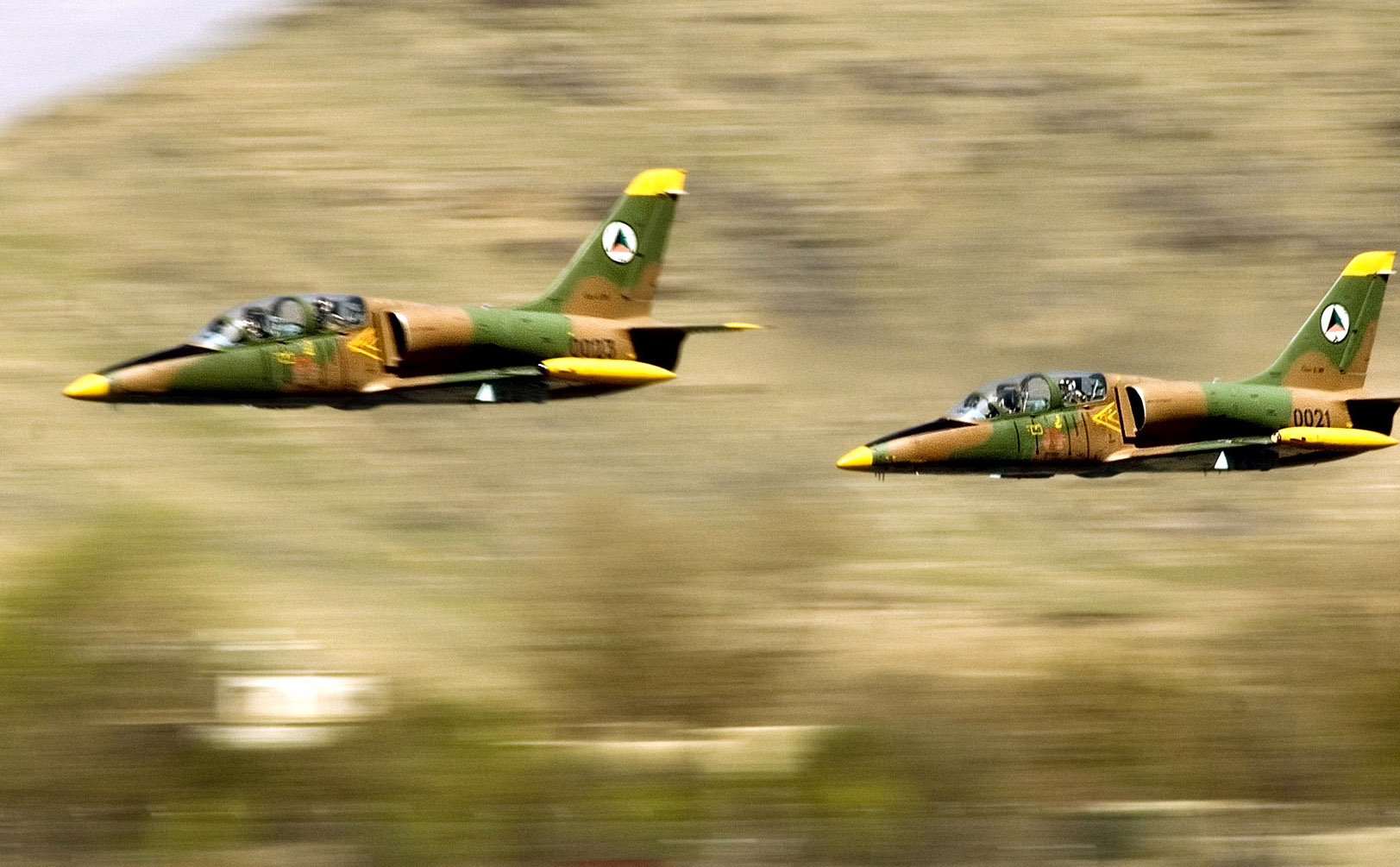
Учебные L-39 Национального военно-воздушного корпуса
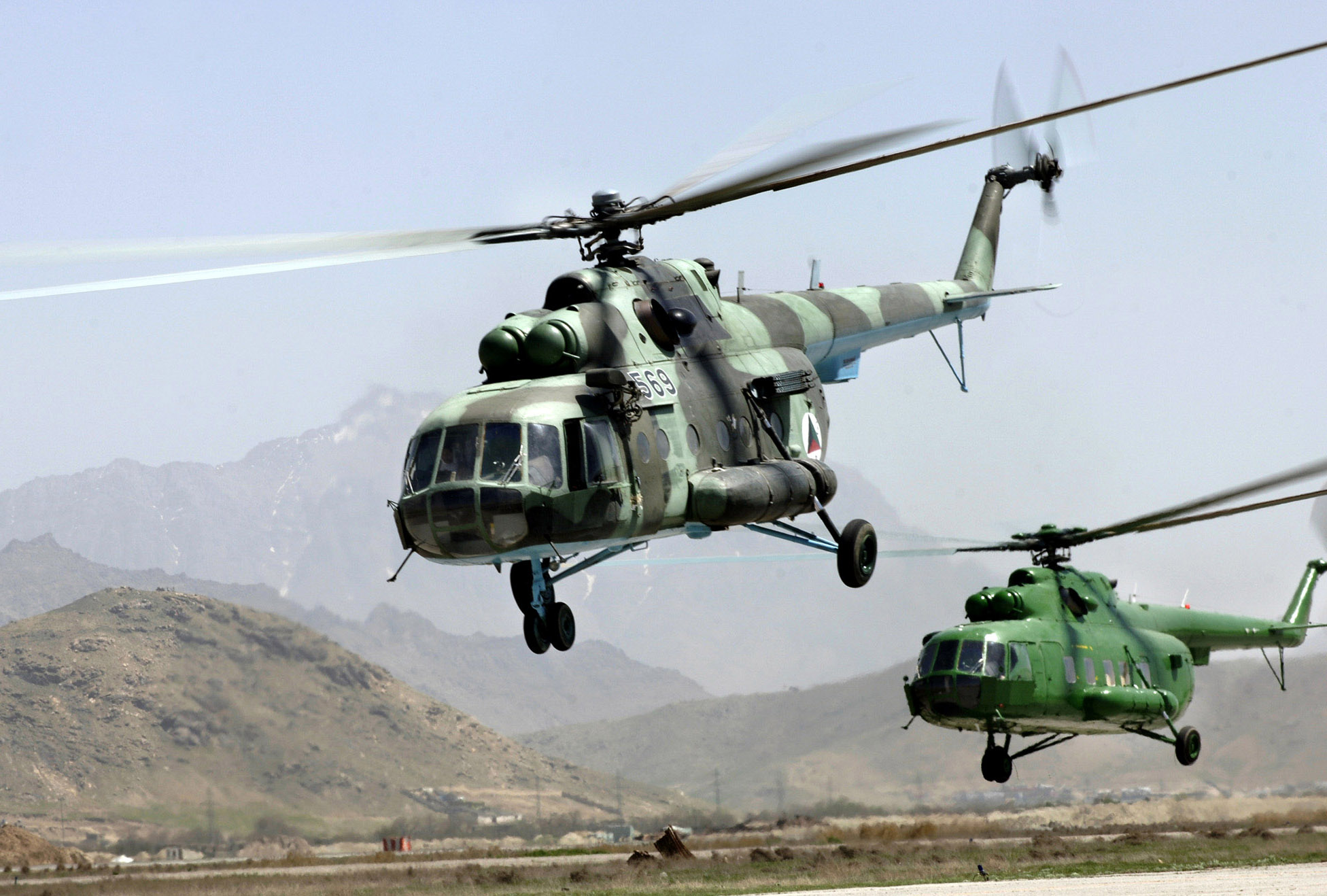
Ми-17